# Deep Silver Dambuster Studios Ltd.
Deep Silver Dambuster Studios (также Dambuster Studios) — британская компания-разработчик компьютерных игр, расположенная в Ноттингеме, Англия. Студия основана Deep Silver 30 июля 2014 года, основу компании составили сотрудники, переведённые из закрытого в тот же день Crytek UK.

## История
Dambuster Studios была основана 30 июля 2014 года, когда Crytek, испытывавший на тот момент финансовые трудности, продал права на медиафраншизу Homefront компании Deep Silver. Проект Homefront: The Revolution, находящийся на тот момент в разработке в студии Crytek UK, также перешёл к новому владельцу. Большинство сотрудников старой компании приняло предложение Deep Silver о переводе в новообразованную студию Dambuster Studios, созданную согласно требованиям английского законодательства. Таким образом, Dambuster Studios стала третьей внутренней студией Deep Silver после Volition и Fishlabs.
Новая студия продолжила разработку Homefront: The Revolution, которая вышла в 2016 году для платформ Linux, macOS, Microsoft Windows, PlayStation 4 и Xbox One.
Следующим проектом стала Dead Island 2, разработка которой была передана от Sumo Digital в августе 2019 года.

## Разработанные игры
| Год  | Название                  | Платформы                                                                | Примечания                 |
| ---- | ------------------------- | ------------------------------------------------------------------------ | -------------------------- |
| 2016 | Homefront: The Revolution | Windows, PlayStation 4, Xbox One                                         |                            |
| 2021 | Chorus                    | Windows, PlayStation 4, PlayStation 5, Xbox One, Xbox Series X/S, Stadia | Вспомогательная разработка |
| 2023 | Dead Island 2             | Windows, PlayStation 4, PlayStation 5, Xbox One, Xbox Series X/S         |                            |